# Regine Schulz (Grafikerin)
Regine Schulz (* 17. März 1944 in Flatow, Westpreußen) ist eine deutsche Gebrauchsgrafikerin und Illustratorin.

## Leben und Werk
Regine Schulz absolvierte von 1960 bis 1963 eine Lehre als Gebrauchswerberin und studierte von 1965 bis 1969 an der Fachschule für Werbung und Gestaltung Berlin-Oberschöneweide Gebrauchsgrafik. Danach war sie dort bis 1973 Assistentin.
Ab 1973 arbeitete sie in Berlin freischaffend als Gebrauchsgrafikerin. Sie erhielt u. a. von Betrieben Aufträge für die Gestaltung von Werbematerial, z. B. vom VEB Chemiekombinat Bitterfeld, illustrierte für den Verlag Neues Leben Bücher und entwarf u. a. Veranstaltungsplakate für die Deutsche Staatsoper sowie von 1975 bis 1989 für den Progress-Filmvertrieb achtundzwanzig Filmplakate, z. B. 1977 für Das Versteck.
Einen großen Teil dieser Arbeiten machte sie gemeinsam mit Burckhardt Labowski, mit dem sie 1976 den Preis für Gebrauchsgrafik der Ausstellung Junge Künstler der DDR erhielt.
Regine Schulz war bis 1990 Mitglied des Verbands Bildender Künstler der DDR.

## Teilnahme an zentralen und wichtigen regionalen Ausstellungen in der DDR
- 1976: Berlin, Ausstellungszentrum am Fernsehturm („Junge Künstler der DDR“)
- 1977 bis 1988: Dresden, VIII. bis X. Kunstausstellung der DDR
- 1979, 1982 und 1986: Berlin, Bezirkskunstausstellungen (Gebrauchsgrafik)